# Incaspiza
Incaspiza is een geslacht van zangvogels uit de familie Thraupidae (tangaren).

## Soorten
Het geslacht kent de volgende soorten:
- Incaspiza laeta  – Geelbaardincagors
- Incaspiza ortizi  – Grijsvleugelincagors
- Incaspiza personata  – Roodrugincagors
- Incaspiza pulchra  – Grote incagors
- Incaspiza watkinsi  – Kleine incagors